# 조르조 데 키리코
조르조 데 키리코(Giorgio de Chirico, 1888년 7월 10일 ~ 1978년 11월 20일)는 이탈리아의 화가이자 작가이다.
그는 초현실주의 예술의 초기 단계 중 하나인 형이상학파(metaphysical art)를 대표하는 인물로 평가된다. 키리코의 작품에는 타워, 아케이드, 사람이 없는 건물들이 주로 등장한다. 중앙 및 다양한 시점에서 본 공간의 구조가 투영되어 있다. 후기에는 꿈꾸는 듯한 생경한 사물들을 작품 구성에 포함시켜 비현실적인 구도로 배치했다. 대표작으로 〈정물〉,〈무한의 향수〉등이 있다.

## 생애
그리스에서 젬마 세르베토(Gemma Cervetto)와 에바리스토 디 키리코(Evaristo Di Chirico)의 아들로 태어났다. 부모는 모두 이탈리아인이었으나, 아버지는 철도 기술자로 그리스에서 일했다. 동생 알베르토 사비노(Alberto Savino)는 작곡가이다.
아테네 미술 학교에서 게오르기오스 야코비데스(Georgios Jakobides)에게 그림을 배웠다, 1905년 아버지의 임종 이후 1906년부터 1909년까지 뮌헨 예술원에서 수학했다.
1911년에는 파리로 건너가 입체파의 영향을 받아 환상적이고 신비적인 독특한 화풍을 이루었다. 앙데팡당 전에 자신의 작품을 소개했으며, 파블로 피카소, 앙드레 드랭, 콘스탄틴 브랑쿠시, 기욤 아폴리네르 등 당대 파리에서 활동한 예술가들과 함께 명성을 얻었다.
1915년에는 파리를 떠나 이탈리아 페라라(Ferrara)로 이주하여, 세 개의 도시 모티프에 집중했다. 1915년경부터 1925년경까지 주로 얼굴 없는 인형들이 놓인 정물화를 그렸다. 1918부터 1919년까지는 조르조 모란디(Giorgio Morandi)와 함께 형이상학적 회화를 연구했다. 1920년에는 카를로 카라(Carlo Carrá)와 함께 잡지 《피투라 메타피지카(Pittura Metafisica)》를 창간하기도 했다.
1924년에는 다시 파리로 가서 초현실주의 운동에 참가하기도 했지만 자신에게 맞지 않다고 느꼈다. 그럼에도 그의 작품은 초현실주의자들에게 많은 영향을 끼쳤다. 1939년에 다시 이탈리아로 돌아와 임종 때까지 거주했다.